# Rumunia na Letnich Igrzyskach Olimpijskich 1976
Rumunię na Letnich Igrzyskach Olimpijskich 1976 w Montrealu  reprezentowało 157 zawodników w tym 54 kobiety w 11 dyscyplinach. Najstarszym zawodnikiem był Gheorghe Vasilescu (41 lat), a najmłodszym była Georgeta Gabor (14 lat)

## Zdobyte medale
| Medal  | Zawodnik | Dyscyplina sportowa | Konkurencja                    |
| ------ | --- | ------------------- | ------------------------------ |
| Złoto  | Vasile Dîba | Kajakarstwo         | K-1 500 m                      |
| Złoto  | Nadia Comăneci | Gimnastyka          | Wielobój indywidualnie         |
| Złoto  | Nadia Comăneci | Gimnastyka          | Poręcz                         |
| Złoto  | Nadia Comăneci | Gimnastyka          | Równoważnia                    |
| Srebro | Simion Cuțov | Boks                | Waga lekka                     |
| Srebro | Mircea Șimon | Boks                | Waga ciężka                    |
| Srebro | Gheorghe Danielov Gheorghe Simionov | Kajakarstwo         | C-2 1000 m                     |
| Srebro | Teodora Ungureanu | Gimnastyka          | Poręcz                         |
| Srebro | Nadia Comăneci Teodora Ungureanu Mariana Constantin Anca Grigoraș Gabriela Trușcă Georgeta Gabor | Gimnastyka          | Wielobój drużynowo             |
| Srebro | Cornel Penu Gabriel Kicsid Cristian Gațu Ghiță Licu Radu Voina Roland Guneš Ștefan Birtalan Adrian Cosma Constantin Tudosie Nicolae Munteanu Werner Stöckl Mircea Grabovschi Cezar Drăgăniță Alexandru Fölker | Piłka ręczna        | Drużynowo                      |
| Srebro | Gheorghe Berceanu | Zapasy              | −48 kg                         |
| Srebro | Nicu Gângă | Zapasy              | −52 kg                         |
| Srebro | Ștefan Rusu | Zapasy              | −68 kg                         |
| Brąz   | Gheorghe Megelea | lekkoatletyka       | Rzut oszczepem                 |
| Brąz   | Victor Zilberman | Boks                | Waga półśrednia                |
| Brąz   | Alec Năstac | Boks                | Waga średnia                   |
| Brąz   | Costică Dafinoiu | Boks                | Waga półciężka                 |
| Brąz   | Vasile Dîba | Kajakarstwo         | K-1 1000 m                     |
| Brąz   | Larion Serghei Policarp Malîhin | Kajakarstwo         | C-2 1000 m                     |
| Brąz   | Alexandru Nilca Ioan Pop Dan Irimiciuc Cornel Marin Marin Mustață | Szermierka          | Szabla drużynowo               |
| Brąz   | Dan Grecu | Gimnastyka          | Kółka                          |
| Brąz   | Teodora Ungureanu | Gimnastyka          | Równoważnia                    |
| Brąz   | Nadia Comăneci | Gimnastyka          | Ćwiczenia wolne                |
| Brąz   | Ioana Tudoran Felicia Afrăsiloaie Elena Giurcă Maria Micșa | Wioślarstwo         | Czwórka podwójna ze sternikiem |
| Brąz   | Roman Codreanu | Zapasy              | +100 kg (styl klasyczny)       |
| Brąz   | Stelică Morcov | Zapasy              | −90 kg (styl wolny)            |
| Brąz   | Ladislau Șimon | Zapasy              | +100 kg (styl wolny)           |